# 1490-es évek
Évszázadok: 14. század · 15. század · 16. század
Évtizedek: 1440-es évek · 1450-es évek · 1460-as évek · 1470-es évek · 1480-as évek · 1490-es évek · 1500-as évek · 1510-es évek · 1520-as évek · 1530-as évek · 1540-es évek
Évek: 1490 · 1491 · 1492 · 1493 · 1494 · 1495 · 1496 · 1497 · 1498 · 1499

## A világ vezetői
- I. Mátyás magyar király (Magyar Királyság)  (1458–1490† )
- II. Ulászló magyar király (Magyar Királyság)  (1490–1516† ) (Cseh király 1471–1516)